# Оржаховський Анатолій Володимирович
Анато́лій Володи́мирович Оржахо́вський — український політик. Народився 25 жовтня 1957 р. 
З квітня 2002 по березень 2005[уточнити] — Народний депутат України 4-го скликання, обраний за списками Комуністичної партії України по багатомандатному загальнодержавному округу. Порядковий номер у списку 60.